# Martín Sessé y Lacasta
Martin Sessé y Lacasta, född 11 december 1751 i Baraguás i Aragonien, död 4 oktober 1808 i Madrid, var en spansk botaniker verksam i Nya Spanien.
Auktorsnamnet Sessé kan användas för Martín Sessé y Lacasta i samband med ett vetenskapligt namn inom botaniken; se Wikipediaartiklar som länkar till auktorsnamnet.